# Teucrium ajugaceum
Espèce
Classification phylogénétique
Teucrium ajugaceum est une espèce de plantes à fleurs de la famille des Lamiaceae. On croyait l'espèce éteinte mais elle aurait été redécouverte par deux fois entre Cooktown et la rivière Lockhart, dans la péninsule du cap York au Queensland en Australie, la première fois en mai 2004, la deuxième en avril 2008. Avant cela, l'espèce n'avait pas été vue depuis 1891,.